# Petro Lebedynzew

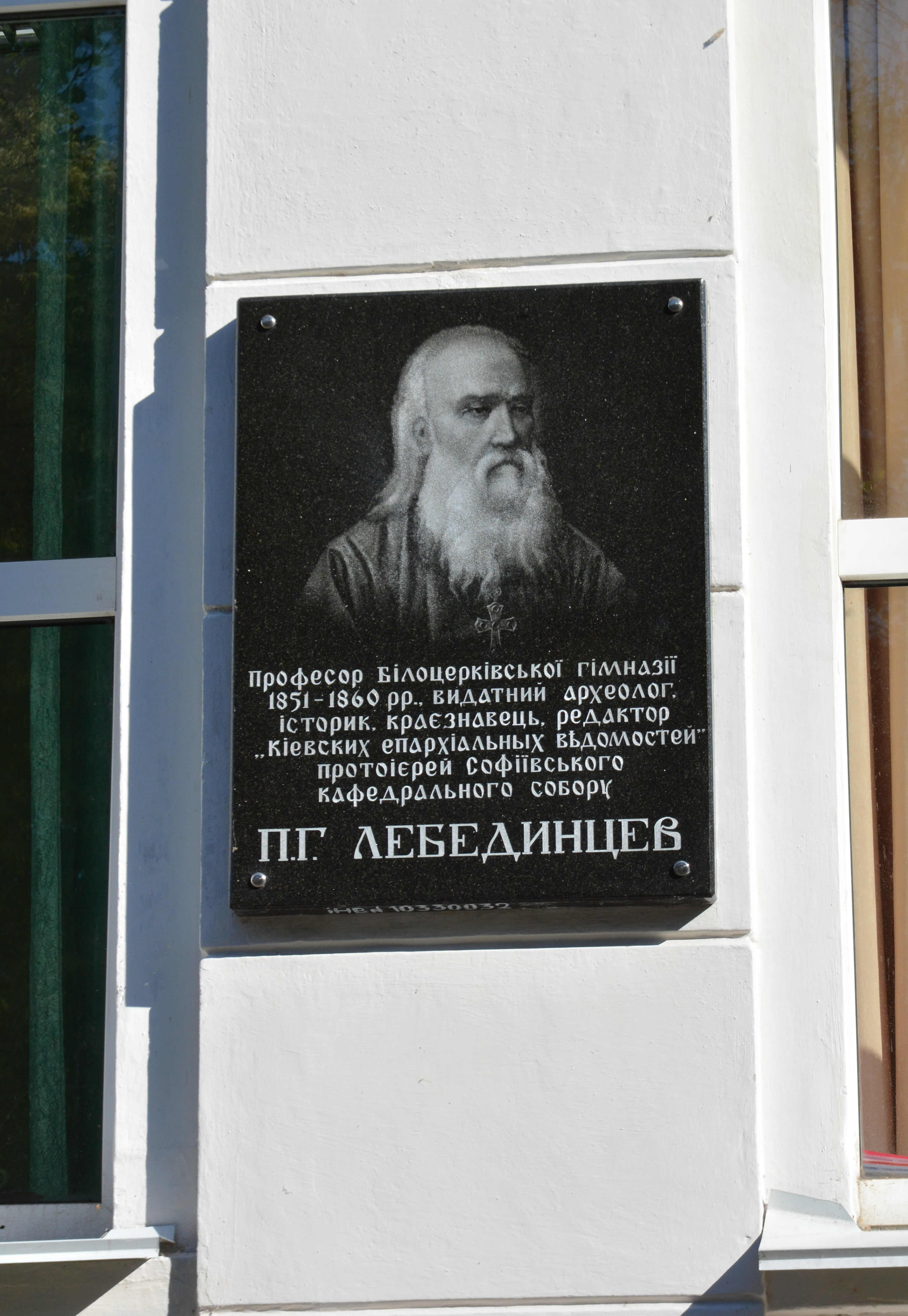
Gedenktafel an der Agrar-Universität Bila Zerkwa

Petro Hawrylowytsch Lebedynzew (ukrainisch Петро Гаврилович Лебединцев, russisch Пётр Гаврилович Лебединцев Pjotr Gawrilowitsch Lebedinzew; * 21. Dezember 1819jul. / 2. Januar 1820greg. in Selena Dibrowa, Gouvernement Kiew, Russisches Kaiserreich; † 3. Dezemberjul. / 15. Dezember 1896greg. in Kiew, Gouvernement Kiew, Russisches Kaiserreich) war ein ukrainischer Historiker, Archäologe, Journalist, Lehrer und religiöser Führer.

## Leben
Petro Lebedynzew kam in Selena Dibrowa im heutigen Rajon Horodyschtsche der ukrainischen Oblast Tscherkassy als Sohn einer Priesterfamilie zur Welt.
Seine Ausbildung erhielt er zunächst am Theologischen Seminar in Bohuslaw, das er 1833 absolvierte. Anschließend studierte er bis 1839 an der Kiewer Theologischen Akademie und schloss 1843 sein Studium als bester Schüler der Stadt Kiew am Kiewer Theologischen Seminar ab. Von 1843 bis 1845 lehrte er Literatur und verwandte Fächer am theologischen Seminar in Orjol.
Nach der Zulassung als Doktorand in Theologie erhielt er den Posten eines Professors und eines Assistent-Inspektors und Sekretärs des Priesterseminars.
Vom Frühjahr 1845 an lehrte er bis 1851 Französisch und Deutsch am Lehrstuhl für Logik und Psychologie des Kiewer Theologischen Seminars. 1851 wurde er in Bila Zerkwa zum Priester geweiht und dort Lehrer an der örtlichen Oberschule. Am 21. Maijul. / 2. Juni 1860greg. wurde er Priester der St.-Mariä-Himmelfahrt-Kathedrale im Kiewer zentralen Stadtteil Podil und lehrte bis 1868 am 2. Kiewer Gymnasium.
Nach der Ankunft der sterblichen Überreste des ihm aus seiner Kindheit bekannten Taras Schewtschenko in Kiew führte er, nachdem er von der geistlichen Autorität die Erlaubnis erhalten hatte, am 6. Maijul. / 18. Mai 1861greg. die Prozession für diesen an und leitete tags darauf in der Christi-Geburt-Kirche, in der Schewtschenkos Sarg aufgebahrt war, die Gedenkfeier, bevor der Sarg zur Bestattung weiter nach Kaniw transportiert wurde.
Am 17. Junijul. / 29. Juni 1861greg. wurde ihm der Ehrentitel eines Erzpriesters verliehen. Von Januar 1862 an war er Mitgründer und über einen Zeitraum von 15 Jahren Herausgeber und Redakteur der Zeitung Kiewer Diözesanberichte. 1863 zog die von ihm geleitete geistliche Mädchenschule in den zuvor mit seiner Mithilfe renovierten Klow-Palast und im selben Jahr wurde er Mitglied des Kiewer Geistlichen Konsistoriums. 
Vom 18. Juli 1868 an war er Erzpriester der Kiewer Sophienkathedrale, die während seiner Amtszeit im byzantinischen Stil restauriert wurde.
Lebedynzew war Gründungsmitglied der Historischen Gesellschaft von Nestor dem Chronisten und Mitglied der Odessaer Gesellschaft für Geschichte und Altertümer.
1893 wurde er Ehrenmitglied der St. Wladimir-Universität. Außerdem war er unter anderem Ehrenmitglied der Kiewer Theologischen Akademie, der Moskauer Archäologischen Gesellschaft und der orthodoxen Palästina-Gesellschaft. Er veröffentlichte eine Vielzahl an Artikeln und Werken zu kirchengeschichtlichen und historisch-archäologischen Forschungen.
Lebedynzew starb im Alter von 76 Jahren in Kiew und wurde dort auf dem Schtschekawyzke-Friedhof bestattet.

## Ehrungen
- Russischer Orden der Heiligen Anna 1. Klasse[1]
- An der Nationalen Agraruniversität in Bila Zerkwa befindet sich zu seiner Erinnerung eine Gedenktafel und 2016 wurde in der Stadt eine Straße nach ihm benannt[4]

## Familie
Petro Lebedynzew war der ältere Bruder des Kirchenleiters, Lehrers und Autors Andrij Lebedynzew (Андрій Гаврилович Лебединцев; 1826–1903) sowie von Feofan Lebedynzew (Феофан Гаврилович Лебединцев; 1828–1888), einem bekannten Lehrer, Historiker, Aktivisten, Schriftsteller, Journalist und Herausgeber. Die Brüder kamen alle in Selena Dibrowa zur Welt.